# Dragovac (Pristina)
Pour les articles homonymes, voir Dragovac.
Dragoc en albanais et Dragovac en serbe latin (en serbe cyrillique : Драговац) est une localité du Kosovo située dans la commune/municipalité de Pristina, district de Pristina (Kosovo) ou district de Kosovo (Serbie). Selon le recensement kosovar de 2011, elle compte 178 habitants.

## Démographie

### Évolution historique de la population dans la localité
| 1948 | 1953 | 1961 | 1971 | 1981 | 1991 | 2011 |
| ---- | ---- | ---- | ---- | ---- | ---- | ---- |
| 439  | 494  | 580  | 619  | 539  | 482  | 178  |

|  |

### Répartition de la population par nationalités (2011)
En 2011, les Albanais représentaient 98,88 % de la population.

## Personnalité
Milorad Stošić, un homme politique serbe né en 1954, est originaire du village.